# Fagopyrum giraldii
Fagopyrum giraldii är en slideväxtart som först beskrevs av Dammer & Diels, och fick sitt nu gällande namn av K. Haraldson. Fagopyrum giraldii ingår i släktet boveten, och familjen slideväxter. Inga underarter finns listade i Catalogue of Life.